# Wolter Westerholm
Wolter Lennart Westerholm, född 27 juni 1908 i Helsingfors, död där 31 december 2009, var en finländsk industriman.
Westerholm blev diplomingenjör 1930. Han arbetade 1930–1937 vid Helsingfors stads hamnbyggnadsavdelning och var 1937–1951 byggnadschef vid Kymmene Ab i Kuusankoski, där bland annat vattenkraftverken Keltti och Kuusankoski byggdes under hans ledning. Han blev 1951 vd för Wärtsilä cellulosa Ab:s Äänekoskifabriker och fortsatte på denna post även sedan dessa 1953 sålts till det nybildade Metsäliiton selluloosa Oy, där han ledde tillverkningen av cellulosa, papper, kartong och kemiska produkter fram till 1973.
Westerholm var även vd för Savon sellu Oy 1966–1974 och Skogsbotnia Ab 1970–1973 samt chef för Metsäliittos cellulosafabrik i Gerknäs, Lojo, som stod färdig 1966. Han var en central gestalt inom den finländska cellulosa- och pappersindustrin. Han erhöll bergsråds titel 1961.